# Senyoria d'Alfafara
La Senyoria d'Alfafara és una senyoria feudal creada pel rei Jaume I d'Aragó a favor del cavaller Ximèn Peres d'Orís, descendent de la tercera branca del llinatge Orís, el 1250, al voltant del Castell d'Alfafara. La serra de Mariola d'Alfafara pertangué a la Cartoixa de Portaceli, per cessió de Pere d'Artés, fins a l'exclaustració del ministre Mendizábal (1835).
En foren senyors: un descendent, Martí Sanxis d'Orís, el qual la vengué el 9 de desembre de 1392, amb el castell i terme, etc. al cavaller Pere d'Artés, mestre racional de Joan I d'Aragó, el qual l'aportà a son fill Francesc i després a Jaume, i l'heretà el seu net Gracià, qui la vengué al rei d'Aragó.
Foren senyors d'Alfafara:
1. Ximèn Peres d'Orís (o Ximèn Peris d'Orís) (* a. 1247- + d. 1285) ... Potser el rei d'Aragó la recuperà vers el 1370 i posteriorment la recuperà un descendent del primer Orís.
2. Martí Sanxis d'Orís, qui la vengué a:
3. Pere d'Artés
4. Francesc d'Artés, fill gran de l'anterior
5. Jaume d'Artés, germà de l'anterior
6. Gracià d'Artés, fill de l'anterior, qui la vengué al rei d'Aragó.